# القاموس الاقتصادي (النجفي)
القاموس الاقتصادي هو معجم يحوي ترجمة مرادفات اقتصادية أو مالية من اللغة الإنكليزية إلى اللغة العربية، ومن تأليف حسن النجفي، وتغلب على كتابهِ المفاهيم التجارية، ويشتمل إضافة للمصطلحات ملحقاً بالمنظمات الاقتصادية العربية والأجنبية، وعملات دول العالم، وأسماء أول مائة مصرف عالمي، وجداولاً بالمقاييس والأوزان والمكاييل حسب النظامين الإنكليزي والأمريكي، وملحقاً بالمختصرات الإنكليزية وما يقابلها من اللغة العربية، إضافة إلى الشرح الفني للكلمة حسب المفهوم الاقتصادي.
وكذلك يحوي الكتاب تراجم لحياة بعض علماء الاقتصاد أمثال كينز وكارل ماركس وتوماس مالتوس.